# Castell de la Senyoria
El Castell de la Senyoria és al centre d'Alfara del Patriarca, a la comarca de l'Horta Nord, a la província de València; a una altitud de 35 metres sobre el nivell del mar. També es coneix com a Castell -Palau dels Cruïlles, i popularment, en la localitat, com el castell. En 1985 va ser declarat BIC amb la categoria de monument, dins del Patrimoni Nacional i en el patrimoni Cultural de la Generalitat Valenciana. El seu número identificatiu és RI-51-0010657.
La construcció del palau data del segle xiv, la mateixa correspon a la típica casa senyorial, és de planta quadrada i consta de tres plantes i en les seves cantonades compta amb fortes torres, de les que només queda una en peu. A l'interior hi ha un pati central. És propietat de l'Ajuntament i és utilitzat per instal·lacions municipals.
Està en molt bon estat, però notablement modificat respecte al seu aspecte original pels successius propietaris i usos a què ha estat destinat, el que d'altra banda ho ha salvat d'una segura ruïna o enderroc.

## Història
Els orígens documentats relatius a l'Alfara del Patriarca es remunten al període de dominació islàmica, al que va ser una alqueria musulmana composta de dues cases amb les seues heretats independents.
La conquesta d'Alfara del Patriarca es va dur a terme l'any 1249, i les dues alqueries van ser donades per Jaume I d'Aragó a Ximén Pérez de Tarazona i als Jurats i Concejos de Daroca respectivament. L'un i els altres es van desfer aviat de les seves propietats, que van ser designades amb els noms dels seus nous propietaris:Alfara d'En llosa i Alfara d'En Sadorní. Es van aixecar nous edificis i es va formar un caseriu que va comprar el Jurisperit valencià Guillem Jàfer abans de 1341 i en 1388 el va vendre a Bonifaci Ferrer germà de Vicent, qui en 1394 va obtenir de  Joan I d'Aragó la creació del Senyoriu jurisdiccional d'Alfara. L'any 1396 seria venut per doble preu del que li havia costat a Bartolomé Cruïlles.
La família Cruïlles seria titular fins a finals del segle xvi, quan en 1595, Cosme Cruïlles va vendre el senyoriu a Joan de Ribera, arquebisbe de València. Pocs anys després, el 1601, se cediria al Reial Col·legi del Corpus Christi de València, qui exerciria la jurisdicció senyorial fins a l'extinció d'aquests drets en 1819. També s'erigiria en parròquia independent de la dels  Montcada. Ramon Cabrera, cabdill del  pretendent Carles V, va sorprendre i va fer presoner en l'últim terç de l'any 1834, al destacament de les tropes liberals que estava sentint missa a l'església parroquial d'aquest poble i dos anys més tard, El Serrador, al capdavant també d'una partida carlina, va incendiar les messes del terme.

## Descripció
El palau de Cruïlles va ser edificat al segle xiv i és una típica construcció senyorial de fortes torres en les cantonades.
Ha estat molt modificat respecte al seu aspecte original pels successius propietaris i usos que ha tingut. En els anys vuitanta va ser objecte de diverses intervencions per part de la Diputació Provincial. Aquestes intervencions van ser en realitat quatre fases d'un projecte molt ambiciós d'Adaptació per als Serveis Municipals i amb elles es va salvar de la ruïna alhora que va canviar sensiblement la seva fisonomia encara que es va respectar en el bàsic seva estructura. Les obres van consistir en la demolició d'elements ruïnosos, consolidació de forjats i murs, reparació de cobertes, remodelació de façana i dotació d'instal·lacions, en el seu interior es van instal·lar: un ambulatori i una biblioteca, en planta baixa; sala d'exposicions i locals d'usos diversos a les plantes altes.
És un edifici que presenta la típica estructura de mansió senyorial, planta sensiblement quadrada al voltant d'un pati amb l'escala coberta per una àmplia marquesina. Probablement la seva planta sigui fruit d'una antiga ampliació, l'edifici original se li s'annexiona el contigu, més senzill, que queda unificat amb el primitiu per mitjà de la prolongació de la lògia superior. L'accés era a través de dues portes allindanades, la del palau en si i la de l'edifici contigu.
Té tres altures, planta baixa, principal i cambres, que es converteixen en quatre a la torre. La façana, en la seva configuració actual és fruit del corrent historicista que imperava en l'època de la intervenció: les portes adovellades esdevenen arcs de mig punt, es copia de les existents al palau, una finestra bífora amb arcs trilobulats sobre la porta de l'edifici contigu i la resta es vesteixen de marcs petris motllurats (copiant els del Palau de la Generalitat Valenciana), s'acaba de rematar la façana corrent un sòcol aplacat de pedres, l'escala del pati es reconstrueix íntegrament amb barana de pedra i esglaons folrats del mateix material, es modifiquen els buits de pas amb marcs d'escaiola de perfil mixtilini, sent difícil diferenciar quins són els originals, es restaura la lògia superior que es tanca hermèticament amb fusteria metàl·lica oculta i vidre. Es respecten les voltes aristades de maó en planta baixa i es reforcen els forjats amb capa de compressió amb malla desconeixent el nivell de substitució de biguetes.
En l'estada del primer pis de la torre queden vestigis del que va haver de ser l'antic oratori; conserva el teginat decorat, probablement de l'època en què Bonifaci Ferrer era Senyor d'Alfara, les parets estan repintades però no en tota la seva alçada, el que permet apreciar les restes molt difusos de les pintures murals que la decoraven i un fris amb una llegenda en llatí. La tradició relaciona aquesta habitació amb l'estada de Sant Vicent Ferrer a la localitat.